# Tömjénolaj
A tömjénolaj a tömjén illóolaja.

## Hatásai
Csillapítja a gyulladást, köhögésgátló. Asztmaellenes, fertőtlenítő, javítja az emésztést. Erősíti a vesét és nyugtatja az idegeket.

## Használata
Fertőtlenít és összehúzza az ereket. Javítja az emésztést, vízhajtó és nyugtató hatású. Használható hörghurut, nátha, köhögés, gégegyulladás, asztma, vesebántalmak és húgyúti fertőzés ellen.
Borogatásként alkalmazható nehezen gyógyuló sebeknél és a vízhiányos bőr ápolására is alkalmas. Aromalámpában párologtatva alkalmas az elmélkedéshez, meditációhoz szükséges hangulat megteremtésére.